# Ŭ

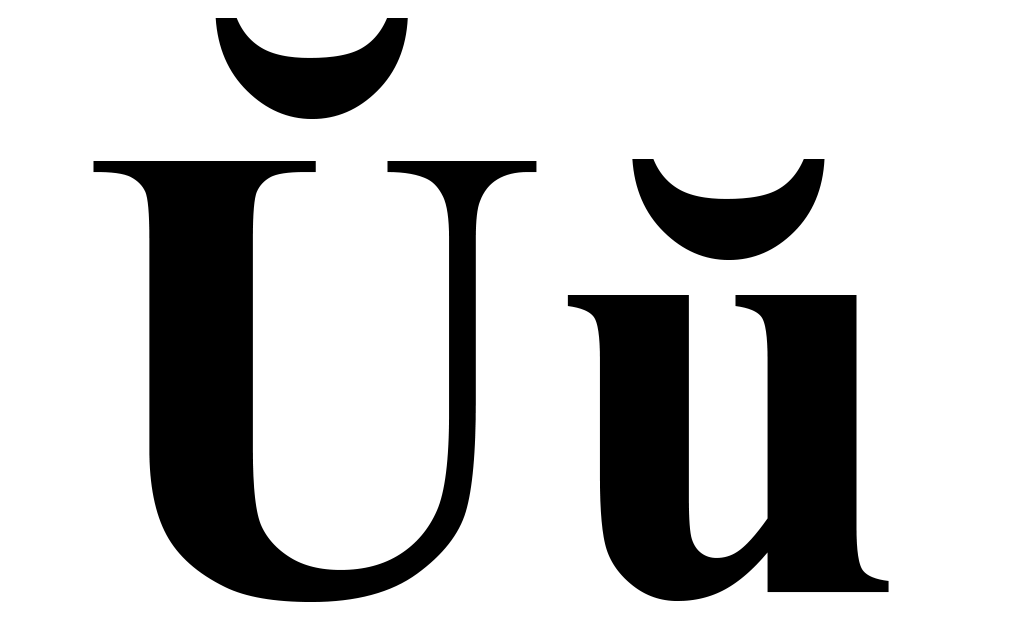
الفبا Ŭ، ŭ

Ŭ، ŭ یکی از حروف الفبای اسپرانتو است. همچنین در سدهٔ بیستم میلادی از این حرف در الفبای لاتین زبان بلاروسی استفاده‌می‌شد. در بلاروسی، ŭ برابر ў سیریلیک می‌باشد.
در اسپرانتو، Ŭ یک نیم‌واکه یا حرف نیمه‌صدادار است که اغلب در واکه‌های مرکب aŭ و eŭ به کار می‌رود. مانند Eŭropo به معنای اروپا و ankaŭ به معنای نیز یا هم‌چنین. در اسپرانتو این حرف در واژگان خارجی نیز به جای حرف w (که در الفبای اسپرانتو وجود ندارد) به کار رفته است، مانند Ŭaŝingtono یا Ŭaŝintono به معنای واشینگتن (Washington)، چرا که تلفظ ŭ در زبان اسپرانتو دقیقاً مانند تلفظ w در انگلیسی در کلماتی مانند Washington و well است. نام این حرف در زبان اسپرانتو ŭo است.
نام‌های خاص فارسی مانند فردوسی و مولانا نیز به‌کمک همین حرف در زبان اسپرانتو نوشته می‌شود: Ferdoŭsi یا Ferdoŭsio و Moŭlana یا Moŭlanao.
در فرهنگ واژگان زبان انگلیسی آمریکن هریتیج نیز، برای نشان‌دادن آوای /ʌ/ از ŭ استفاده شده‌است.